# Georgios Roubanis
Georgios Roubanis (em grego: Γεωργιος Ρουμπανης; Trípoli, 15 de agosto de 1929 – Atenas, 11 de fevereiro de 2025) foi um atleta grego que ganhou a medalha de bronze em salto à vara nos Jogos de Melbourne em 1956. Abandonou o atletismo em 1961.